# Cernia
Cernia là một chi bướm đêm thuộc họ Geometridae.

## Các loài
- Cernia ambiens
- Cernia amyclaria Walker, 1860
- Cernia diphtherina
- Cernia odontias